# Stacey Ryan
Pour les articles homonymes, voir Ryan.
 (septembre 2024).
La mise en forme du texte ne suit pas les recommandations de Wikipédia : il faut le « wikifier ».
Les points d'amélioration suivants sont les cas les plus fréquents. Le détail des points à revoir est peut-être précisé sur la page de discussion.
- Les titres sont pré-formatés par le logiciel. Ils ne sont ni en capitales, ni en gras.
- Le texte ne doit pas être écrit en capitales (les noms de famille non plus), ni en gras, ni en italique, ni en « petit »…
- Le gras n'est utilisé que pour surligner le titre de l'article dans l'introduction, une seule fois.
- L'italique est rarement utilisé : mots en langue étrangère, titres d'œuvres, noms de bateaux, etc.
- Les citations ne sont pas en italique mais en corps de texte normal. Elles sont entourées par des guillemets français : « et ».
- Les listes à puces sont à éviter, des paragraphes rédigés étant largement préférés. Les tableaux sont à réserver à la présentation de données structurées (résultats, etc.).
- Les appels de note de bas de page (petits chiffres en exposant, introduits par l'outil «  Source ») sont à placer entre la fin de phrase et le point final[comme ça].
- Les liens internes (vers d'autres articles de Wikipédia) sont à choisir avec parcimonie. Créez des liens vers des articles approfondissant le sujet. Les termes génériques sans rapport avec le sujet sont à éviter, ainsi que les répétitions de liens vers un même terme.
- Les liens externes sont à placer uniquement dans une section « Liens externes », à la fin de l'article. Ces liens sont à choisir avec parcimonie suivant les règles définies. Si un lien sert de source à l'article, son insertion dans le texte est à faire par les notes de bas de page.
- La présentation des références doit suivre les conventions bibliographiques. Il est recommandé d'utiliser les modèles {{Ouvrage}}, {{Chapitre}}, {{Article}}, {{Lien web}} et/ou {{Bibliographie}}. Le mode d'édition visuel peut mettre en forme automatiquement les références.
- Insérer une infobox (cadre d'informations à droite) n'est pas obligatoire pour parachever la mise en page.

Pour une aide détaillée, merci de consulter Aide:Wikification.
Si vous pensez que ces points ont été résolus, vous pouvez retirer ce bandeau et améliorer la mise en forme d'un autre article.
Stacey Ryan, née le 18 août 2000, est une chanteuse et autrice-compositrice-interprète québécoise. Elle commence à faire parler d'elle à partir de janvier 2022, après avoir publié un extrait de son single "Don't Text Me When You're Drunk" et demandé à sa communauté de l'achever. Une autre de ses chansons, "Fall in Love Alone", atteint le haut du classement Billboard Indonesia Songs en 2022 (et a accumulé par ailleurs des dizaines de millions de vues sur Youtube). Elle possède un contrat avec Island Records et a sorti son premier EP, I Don't Know What Love Is, le 7 avril 2023.

## Biographie

### Jeunesse et éducation
Stacey Ryan naît à Montréal, dans la province de Québec au Canada, et grandit dans la banlieue de Vaudreuil-Dorion. Stacey Ryan est trompettiste dans l'orchestre à vent et l'orchestre de jazz de l'École secondaire de la Cité-des-Jeunes. Elle obtient son diplôme d'études secondaires à l'âge de 16 ans, avant de s'inscrire à un programme collégial de trois ans en interprétation jazz, pour étudier le chant et la guitare.

### Carrière
En décembre 2021, Ryan diffuse un clip de son single, inachevé, "Don't Text Me When You're Drunk", et propose à sa communauté de terminer celle-ci en proposant leurs idées de paroles. Environ 40 000 utilisateurs de la plateforme créent des duos, chantant leurs versions, comptabilisant ainsi des millions de vues sur l'application. Dans un épisode de The Tonight Show, l'animateur Jimmy Fallon même chante son propre couplet. Ryan signe chez Island Records et, en janvier 2022, elle sort une version de la musique avec Zai1k, un artiste musical sur TikTok qui a participé à son défi de paroles.
Au printemps 2022, Ryan mène une tournée avec le groupe Lawrence. Il est également annoncé qu'elle fera la première partie de la tournée mondiale de Joshua Bassett en 2022, finalement reporté au printemps 2023. En mai 2022, elle publie le single "Fall In Love Alone" qui se positionne au sommet du Billboard Indonesia Songs plus tard dans l'année. En juillet 2022, elle se produit au Festival international de jazz de Montréal. En novembre 2022, elle décide de se lancer dans une tournée des centres commerciaux d'Asie du Sud-Est, en particulier les Philippines et l'Indonésie,. Un remix du single de Ryan « Fall in Love Alone » avec l'artiste indonésien Ziva Magnolya sort ce mois-là. Elle fait également la première partie du groupe Duran Duran en 2022.

## Discographie

### Albums studio
| Titre                     | Détails de l'album                                                                      |
| ------------------------- | --------------------------------------------------------------------------------------- |
| I Don't Know What Love Is | - Sortie : 7 avril 2023 - Label : Island - Format : Téléchargement numérique, streaming |

### Singles
| Titre                                                                                           | Année | Sommets du classement des charts | Sommets du classement des charts | Sommets du classement des charts | Album(s) |
| Titre                                                                                           | Année | INDE <br />                      | CORÉE <br />                     | SUR <br />                       | Album(s) |
| ----------------------------------------------------------------------------------------------- | ----- | -------------------------------- | -------------------------------- | -------------------------------- | -------- |
| «Don't Text Me When You're Drunk»                                                               | 2022  | —                                | —                                | —                                |          |
| «Fall in Love Alone»                                                                            | 2022  | 1                                | 156                              | 21                               |          |
| «Deep End»                                                                                      | 2022  | —                                | —                                | —                                |          |
| « — » désigne les articles qui n'ont pas été publiés dans ce pays ou qui n'ont pas été classés. |       |                                  |                                  |                                  |          |